# Platostoma fastigiatum
Platostoma fastigiatum là một loài thực vật có hoa trong họ Hoa môi. Loài này được A.J.Paton & Hedge miêu tả khoa học đầu tiên năm 1997.
Loài này là  bản địa Madagascar.